# Louis Aliot
Louis Aliot (n. 4 septembrie 1969, Toulouse) este un politician francez. 
Este membru al Adunării Naționale

## Biografie
Louis Aliot s-a născut pe 4 septembrie 1969 la Toulouse.